# Óscar Duarte
Óscar Duarte (Masaya, 3 juni 1989) is een Costa Ricaans-Nicaraguaans voetballer die doorgaans als verdediger speelt. Hij verruilde RCD Espanyol in 2019 voor Levante UD. Duarte debuteerde in 2010 in het Costa Ricaans voetbalelftal.

## Clubcarrière
Duarte maakte in 2008 bij Deportivo Saprissa de overstap van de jeugd naar het eerste elftal. In 2010 won hij met zijn team de Clausura, een van de twee toernooien die deel uitmaken van de Costa Ricaanse competitie. Vervolgens verhuurde de club hem voor een half jaar aan Puntarenas.
In januari 2013 mocht Duarte mee op stage met Club Brugge. De verdediger liet een goede indruk na tijdens de oefenwedstrijden en tekende op 15 januari voor anderhalf seizoen. Club betaalde zo'n €150.000 voor de Costa Ricaanse verdediger. Duarte werd al snel basisspeler in het eerste elftal en maakte op 28 februari 2013 zijn eerste doelpunt, in de derby tegen Cercle Brugge.

## Clubstatistieken
| Seizoen     | Club               | Competitie       | Competitie | Competitie | Competitie | Beker | Beker | Beker | Internationaal | Internationaal | Internationaal | Totaal | Totaal | Totaal |
| Seizoen     | Club               | Competitie       | Wed.       | Dlp.       | Ass.       | Wed.  | Dlp.  | Ass.  | Wed.           | Dlp.           | Ass.           | Wed.   | Dlp.   | Ass.   |
| ----------- | ------------------ | ---------------- | ---------- | ---------- | ---------- | ----- | ----- | ----- | -------------- | -------------- | -------------- | ------ | ------ | ------ |
| 2008/09     | Deportivo Saprissa | Primera División | 1          | 0          | 0          | 0     | 0     | 0     | —              | —              | —              | 1      | 0      | 0      |
| 2009/10     | Deportivo Saprissa | Primera División | 0          | 0          | 0          | 0     | 0     | 0     | —              | —              | —              | 0      | 0      | 0      |
| Club Totaal | Club Totaal        | Club Totaal      | 1          | 0          | 0          | 0     | 0     | 0     | 0              | 0              | 0              | 1      | 0      | 0      |
| 2010/11     | → Puntarenas FC    | Primera División | 15         | 1          | 0          | 0     | 0     | 0     | —              | —              | —              | 15     | 1      | 0      |
| Club Totaal | Club Totaal        | Club Totaal      | 15         | 1          | 0          | 0     | 0     | 0     | 0              | 0              | 0              | 15     | 1      | 0      |
| 2010/11     | Deportivo Saprissa | Primera División | 5          | 0          | 0          | 0     | 0     | 0     | 3              | 0              | 0              | 8      | 0      | 0      |
| 2011/12     | Deportivo Saprissa | Primera División | 27         | 1          | 0          | 0     | 0     | 0     | —              | —              | —              | 27     | 1      | 0      |
| 2012/13     | Deportivo Saprissa | Primera División | 16         | 2          | 0          | 0     | 0     | 0     | —              | —              | —              | 16     | 2      | 0      |
| Club Totaal | Club Totaal        | Club Totaal      | 49         | 3          | 0          | 0     | 0     | 0     | 3              | 0              | 0              | 52     | 3      | 0      |
| 2012/13     | Club Brugge        | Eerste klasse    | 17         | 3          | 0          | 0     | 0     | 0     | —              | —              | —              | 17     | 3      | 0      |
| 2013/14     | Club Brugge        | Eerste klasse    | 22         | 0          | 1          | 1     | 0     | 0     | 2              | 1              | 0              | 25     | 1      | 1      |
| 2014/15     | Club Brugge        | Eerste klasse    | 31         | 4          | 2          | 5     | 0     | 0     | 15             | 1              | 0              | 51     | 5      | 2      |
| 2015/16     | Club Brugge        | Eerste klasse    | 14         | 0          | 3          | 1     | 0     | 0     | 6              | 0              | 0              | 21     | 0      | 3      |
| Club Totaal | Club Totaal        | Club Totaal      | 84         | 7          | 6          | 7     | 0     | 0     | 23             | 2              | 0              | 114    | 9      | 6      |
| 2015/16     | RCD Espanyol       | Primera División | 14         | 1          | 0          | 0     | 0     | 0     | —              | —              | —              | 14     | 1      | 0      |
| 2016/17     | RCD Espanyol       | Primera División | 15         | 0          | 0          | 2     | 0     | 0     | —              | —              | —              | 17     | 0      | 0      |
| 2017/18     | RCD Espanyol       | Primera División | 11         | 0          | 0          | 2     | 0     | 0     | —              | —              | —              | 13     | 0      | 0      |
| 2018/19     | RCD Espanyol       | Primera División | 11         | 0          | 0          | 2     | 0     | 0     | —              | —              | —              | 13     | 0      | 0      |
| Club Totaal | Club Totaal        | Club Totaal      | 51         | 1          | 0          | 6     | 0     | 0     | 0              | 0              | 0              | 57     | 1      | 0      |
| 2019/20     | UD Levante         | Primera División | 8          | 0          | 0          | 1     | 1     | 0     | —              | —              | —              | 9      | 1      | 0      |
| 2020/21     | UD Levante         | Primera División | 29         | 1          | 0          | 6     | 0     | 0     | —              | —              | —              | 35     | 1      | 0      |
| 2021/22     | UD Levante         | Primera División | 23         | 2          | 0          | 2     | 0     | 0     | —              | —              | —              | 25     | 2      | 0      |
| Club Totaal | Club Totaal        | Club Totaal      | 60         | 3          | 0          | 9     | 1     | 0     | 0              | 0              | 0              | 69     | 4      | 0      |
| 2022/23     | Al-Wehda           | Saudi Pro League | 7          | 0          | 0          | 0     | 0     | 0     | —              | —              | —              | 7      | 0      | 0      |
| Club Totaal | Club Totaal        | Club Totaal      | 7          | 0          | 0          | 0     | 0     | 0     | 0              | 0              | 0              | 7      | 0      | 0      |
| TOTAAL      | TOTAAL             | TOTAAL           | 266        | 15         | 6          | 22    | 1     | 0     | 26             | 2              | 0              | 314    | 18     | 6      |

## Interlandcarrière
Duarte debuteerde in 2010 in het Costa Ricaans voetbalelftal. Hij speelde een aantal interlands tijdens de CONCACAF Gold Cup en de Copa América in 2011. Duarte werd ook geselecteerd voor het wereldkampioenschap voetbal 2014 in Brazilië. Op dit toernooi maakte Duarte zijn eerste interlanddoelpunt: in het eerste groepsduel tegen Uruguay (1–3 winst) maakte hij in de 57ste minuut op aangeven Cristian Bolaños het tweede Costa Ricaanse doelpunt. In de achtste finale tegen Griekenland kreeg Duarte na twee gele kaarten een rode kaart, waardoor hij de kwartfinale tegen Nederland moest missen. Duarte kwam voor Costa Rica ook uit op het WK van 2018 en de Gold Cup 2019.
| Interlands van Óscar Duarte voor Costa Rica | Interlands van Óscar Duarte voor Costa Rica | Interlands van Óscar Duarte voor Costa Rica | Interlands van Óscar Duarte voor Costa Rica | Interlands van Óscar Duarte voor Costa Rica | Interlands van Óscar Duarte voor Costa Rica | Interlands van Óscar Duarte voor Costa Rica |
| №                                           | Datum                                       | Wedstrijd                                   | Uitslag                                     | Competitie                                  | Goals                                       |                                             |
| Als speler bij Deportivo Saprissa           | Als speler bij Deportivo Saprissa           | Als speler bij Deportivo Saprissa           | Als speler bij Deportivo Saprissa           | Als speler bij Deportivo Saprissa           | Als speler bij Deportivo Saprissa           | Als speler bij Deportivo Saprissa           |
| ------------------------------------------- | ------------------------------------------- | ------------------------------------------- | ------------------------------------------- | ------------------------------------------- | ------------------------------------------- | ------------------------------------------- |
| 1.                                          | 17 november 2010                            | Jamaica – Costa Rica                        | 0 – 0                                       | Vriendschappelijk                           | 0                                           |                                             |
| 2.                                          | 29 maart 2011                               | Costa Rica – Argentinië                     | 0 – 0                                       | Vriendschappelijk                           | 0                                           |                                             |
| 3.                                          | 12 juni 2011                                | Mexico – Costa Rica                         | 4 – 1                                       | CONCACAF Gold Cup                           | 0                                           |                                             |
| 4.                                          | 2 juli 2011                                 | Colombia – Costa Rica                       | 1 – 0                                       | Copa América                                | 0                                           |                                             |
| 5.                                          | 7 juli 2011                                 | Bolivia – Costa Rica                        | 0 – 2                                       | Copa América                                | 0                                           |                                             |
| 6.                                          | 11 juli 2011                                | Argentinië – Costa Rica                     | 3 – 0                                       | Copa América                                | 0                                           |                                             |
| 7.                                          | 10 augustus 2011                            | Costa Rica – Ecuador                        | 0 – 2                                       | Vriendschappelijk                           | 0                                           |                                             |
| Als speler bij Club Brugge                  |                                             |                                             |                                             |                                             |                                             |                                             |
| 8.                                          | 14 augustus 2013                            | Dominicaanse Republiek – Costa Rica         | 0 – 4                                       | Vriendschappelijk                           | 0                                           |                                             |
| 9.                                          | 19 november 2013                            | Australië – Costa Rica                      | 1 – 0                                       | Vriendschappelijk                           | 0                                           |                                             |
| 10.                                         | 5 maart 2014                                | Costa Rica – Paraguay                       | 2 – 1                                       | Vriendschappelijk                           | 0                                           |                                             |
| 11.                                         | 6 juni 2014                                 | Costa Rica – Ierland                        | 1 – 1                                       | Vriendschappelijk                           | 0                                           |                                             |
| 12.                                         | 14 juni 2014                                | Uruguay – Costa Rica                        | 1 – 3                                       | WK 2014                                     | 1                                           |                                             |
| 13.                                         | 20 juni 2014                                | Italië – Costa Rica                         | 0 – 1                                       | WK 2014                                     | 0                                           |                                             |
| 14.                                         | 24 juni 2014                                | Costa Rica – Engeland                       | 0 – 0                                       | WK 2014                                     | 0                                           |                                             |
| 15.                                         | 29 juni 2014                                | Costa Rica – Griekenland                    | 1 – 1 (5 – 3 n.s.)                          | WK 2014                                     | 0                                           |                                             |
| 16.                                         | 3 september 2014                            | Costa Rica – Nicaragua                      | 3 – 0                                       | Kwalificatie Gold Cup                       | 0                                           |                                             |
| 17.                                         | 7 september 2014                            | Costa Rica – Panama                         | 2 – 2                                       | Kwalificatie Gold Cup                       | 0                                           |                                             |
| 18.                                         | 10 oktober 2014                             | Costa Rica – Oman                           | 4 – 3                                       | Vriendschappelijk                           | 0                                           |                                             |
| 19.                                         | 14 oktober 2014                             | Zuid-Korea – Costa Rica                     | 1 – 3                                       | Vriendschappelijk                           | 1                                           |                                             |
| 20.                                         | 13 november 2014                            | Uruguay – Costa Rica                        | 3 – 3                                       | Vriendschappelijk                           | 0                                           |                                             |
| 21.                                         | 26 maart 2015                               | Costa Rica – Paraguay                       | 0 – 0                                       | Vriendschappelijk                           | 0                                           |                                             |
| 22.                                         | 5 september 2015                            | Brazilië – Costa Rica                       | 1 – 0                                       | Vriendschappelijk                           | 0                                           |                                             |
| 23.                                         | 8 september 2015                            | Costa Rica – Uruguay                        | 1 – 0                                       | Vriendschappelijk                           | 0                                           |                                             |
| 24.                                         | 8 oktober 2015                              | Costa Rica – Zuid-Afrika                    | 0 – 1                                       | Vriendschappelijk                           | 0                                           |                                             |
| 25.                                         | 13 oktober 2015                             | Verenigde Staten – Costa Rica               | 0 – 1                                       | Vriendschappelijk                           | 0                                           |                                             |
| Als speler bij RCD Espanyol                 |                                             |                                             |                                             |                                             |                                             |                                             |
| 26.                                         | 13 november 2015                            | Costa Rica – Haïti                          | 1 – 0                                       | Kwalificatie WK 2018                        | 0                                           |                                             |
| 27.                                         | 25 maart 2016                               | Jamaica – Costa Rica                        | 1 – 1                                       | Kwalificatie WK 2018                        | 0                                           |                                             |
| 28.                                         | 29 maart 2016                               | Costa Rica – Jamaica                        | 3 – 0                                       | Kwalificatie WK 2018                        | 0                                           |                                             |

Bijgewerkt op 19 april 2016.

## Erelijst
| Beker van België | 1x | 2014/15 |

1 Vegas ·
2 Son ·
3 Toño ·
4 Pier ·
5 Radoja ·
6 Duarte ·
7 León ·
9 Roger ·
10 Bardhi ·
11 Morales  ·
12 Malsa ·
13 Fernández ·
14 Vezo ·
15 Postigo ·
16 Rochina ·
17 Vukčević ·
18 De Frutos ·
19 Clerc ·
20 Miramón ·
21 Gómez ·
22 Melero ·
23 Coke ·
24 Campaña ·
25 Doukouré ·
34 Cárdenas ·
Coach: López
1 Navas ·
2 Acosta ·
3 González ·
4 Smith ·
5 Borges ·
6 Duarte ·
7 Bolaños ·
8 Oviedo ·
9 Campbell ·
10 Ruiz  ·
11 Venegas ·
12 Colindres ·
13 Wallace ·
14 Azofeifa ·
15 Calvo ·
16 Gamboa ·
17 Tejeda ·
18 Pemberton ·
19 Waston ·
20 Guzmán ·
21 Ureña ·
22 Gutiérrez ·
23 Moreira ·
Coach: Ramírez
1 Navas ·
2 Chacón ·
3 Vargas ·
4 Fuller ·
5 Borges ·
6 Duarte ·
7 Contreras ·
8 Oviedo ·
9 Bennette ·
10 Ruiz  ·
11 Venegas ·
12 Campbell ·
13 Torres ·
14 Salas ·
15 Calvo ·
16 Martínez ·
17 Tejeda ·
18 Esteban ·
19 Waston ·
20 Aguilera ·
21 López ·
22 Matarrita ·
23 Sequeira ·
24 Wilson ·
25 Hernández ·
26 Zamora ·
Coach: Suárez